# Ліпники (Венґровський повіт)
Ліпники (пол. Lipniki) — село в Польщі, у гміні Коритниця Венґровського повіту Мазовецького воєводства.
Населення — 41 особа (2011).
У 1975-1998 роках село належало до Седлецького воєводства.

## Демографія
Демографічна структура станом на 31 березня 2011 року:
|          | Загалом | Допрацездатний вік | Працездатний вік | Постпрацездатний вік |
| -------- | ------- | ------------------ | ---------------- | -------------------- |
| Чоловіки | 19      | 3                  | 14               | 2                    |
| Жінки    | 22      | 5                  | 12               | 5                    |
| Разом    | 41      | 8                  | 26               | 7                    |